# 中型树萝卜
中型树萝卜（学名：Agapetes interdicta），为杜鹃花科树萝卜属下的一个植物变种。